# Nóvia per contracte
Nóvia per contracte (originalment en anglès, Failure to Launch) és una pel·lícula de comèdia romàntica estatunidenca de 2006 dirigida per Tom Dey i protagonitzada per Matthew McConaughey i Sarah Jessica Parker. La pel·lícula se centra en un home de 35 anys que viu amb els seus pares i que no mostra gens d'interès a abandonar la vida còmoda que ells, sobretot la seva mare, li han fet. Es va estrenar el 10 de març de 2006 i va recaptar més de 128 milions de dòlars. S'ha doblat al valencià amb el títol de Nóvia per contracte per À Punt, que va emetre-la per primer cop el 13 de novembre de 2022.

## Repartiment
- Matthew McConaughey com a Tripp
- Sarah Jessica Parker com a Paula

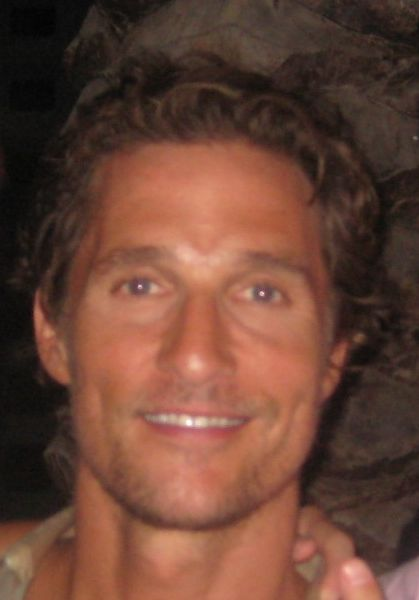
Matthew McConaughey, el 2008.

- Zooey Deschanel com a Katherine "Kit"
- Justin Bartha com a Philip "Ace"
- Bradley Cooper com a Demo
- Terry Bradshaw com a Al
- Kathy Bates com a Sue
- Adam Alexi-Malle com el senyor Axelrod
- Tyrel Jackson Williams com a Jeffrey
- Katheryn Winnick com a Melissa
- Rob Corddry com a venedor d'armes
- Patton Oswalt com a noi tècnic
- Mageina Tovah com a barista
- Stephen Tobolowsky com a Bud
- Kate McGregor-Stewart com a Bev